# 田上英明
田上 英明（たのうえ ひであき、1978年〈昭和53年〉 - ）は、日本の魚類生態学者。熊本県菊池郡菊陽町出身。

魚類の行動・生態を調べ、魚類資源の持続的利用や保全に役立てる研究をしている。

## 概要
2010年に四万十川に生息する幻の巨大魚アカメを調査し、これまで謎とされてきた生態の一部を明らかにした。アカメの体にカメラや行動を記録するセンサーを取り付けるという独特な調査方法が話題となり、その内容がNHKやBBCで紹介された。
2009年に東京大学と共同でアカエイの生態調査を開始、2012年にアカエイの尾鰭で海水浴客などが刺される被害の調査を行い、同年、千葉県・いすみ市の川にアカエイが大量発生したことについて調査を行った内容がフジテレビ、日本テレビで紹介される。

## 経歴
- 2001年3月、水産大学校海洋生産管理学科卒業。51期。
- 2009年3月に東京大学大学院農学生命科学研究研究科博士課程修了。「海丘における計量魚群探知機と地理情報システムを用いた魚群量の推定」により、東京大学より博士（農学）を取得[6]。
- 2009年4月から東京大学大気海洋研究所 特任研究員
- 2011年4月から海洋政策研究財団 政策研究グループ研究員